# کوت عیسی‌شاه
کوت عیسی‌شاه (به انگلیسی: Kot Isa Shah) یک روستا در پاکستان است که در پنجاب واقع شده است.